# Фінал Кубка Іспанії з футболу 1954
Фінал Кубка Іспанії з футболу 1954 — футбольний матч, що відбувся 20 червня 1954 року. У ньому визначився 52-й переможець кубка Іспанії.

## Шлях до фіналу
| Валенсія      | Валенсія  | Валенсія                 | Раунд        | Барселона              | Барселона | Барселона                |
| ------------- | --------- | ------------------------ | ------------ | ---------------------- | --------- | ------------------------ |
| Суперник      | Результат | Матчі                    |              | Суперник               | Результат | Матчі                    |
| -             | -         | -                        | Перший раунд | Депортіво (Ла-Корунья) | 4–3       | 4–0 вдома; 0–3 на виїзді |
| Реал Сосьєдад | 9–3       | 5–2 на виїзді; 4–1 вдома | 1/4 фіналу   | Атлетік (Більбао)      | 5–3       | 4–2 вдома; 1–1 на виїзді |
| Севілья       | 4–1       | 1–0 на виїзді; 3–1 вдома | 1/2 фіналу   | Реал Мадрид            | 3–2       | 0–1 на виїзді; 3–1 вдома |

## Подробиці
| 20 червня 1954 |

| Валенсія                     | 3:0      | Барселона |
| ---------------------------- | -------- | --------- |
| Фуертес 14', 59' Баденес 57' | Протокол |           |

| Нуево Чамартин, Мадрид Глядачів: 110 000 Арбітр: Хосе Луїс Гонсалес Ечеверрія |

|  |  |

| В                |  | Кіке Мартін          |
| З                |  | Сократес Беленгер    |
| З                |  | Сальвадор Монсо (к)  |
| З                |  | Хуан Карлос Кінсосес |
| ПЗ               |  | Антоніо Пучадес      |
| ПЗ               |  | Пасьєгіто            |
| Н                |  | Вісенте Сегуї Гарсія |
| Н                |  | Енріке Буке          |
| Н                |  | Мануель Баденес      |
| Н                |  | Антоніо Фуертес      |
| Н                |  | Даніель Маньйо       |
| Тренер:          |  |                      |
| Хасінто Кінкосес |  |                      |

| В                |  | Хуан Веласко      |
| З                |  | Жоан Сегарра      |
| З                |  | Густаво Біоска    |
| З                |  | Хосеп Сегер       |
| ПЗ               |  | Ісідре Флотатс    |
| ПЗ               |  | Андреу Босх       |
| Н                |  | Едуардо Манчон    |
| Н                |  | Морено            |
| Н                |  | Сезар (к)         |
| Н                |  | Луїс Суарес       |
| Н                |  | Естаніслао Басора |
| Тренер:          |  |                   |
| Фердинанд Даучик |  |                   |